# Safvet Halilović
Safvet Halilović (geboren 1968 in Zenica) ist ein bosnischer islamischer Gelehrter und Professor für Koranexegese, Prophetenbiografie und Korananthropologie an der Islamischen Pädagogischen Fakultät der Universität Zenica in Bosnien und Herzegowina, sowie Mitglied der Versammlung der Räte der Internationalen Union Muslimischer Gelehrter.

## Leben
Er studierte an der Islamischen Universität al-Azhar in Kairo, wo er 1992 diplomierte, sein Postdiplom-Studium abschloss und 1997 magistrierte. Im Jahr 2001 erlangte er einen Doktorgrad in Koranexegese und Koranwissenschaften. Als Gastprofessor lehrte er an den Postdiplom-Studien der Fakultät für Islamwissenschaften in Sarajevo, an der Internationalen Universität in Novi Pazar und an der Universität in Bihać. Aus dem Bereich der Koranexegese (Interpretation des Korans), der Prophetenbiografien, der Korananthropologie, der Islamgeschichte, der islamischen Missionsarbeit, der Erziehung und Bildung veröffentlichte er über 100 wissenschaftliche und fachliche Originaltexte. Er ist Mitarbeiter mehrerer islamischer Zeitungen und Zeitschriften und hat an zahlreichen wissenschaftlichen Symposien in Bosnien und Herzegowina und weltweit teilgenommen.
Safvet Halilović ist Herausgeber und Rezensent zahlreicher Bücher und Editionen. 1999 gründete er mit einer Gruppe von Intellektuellen die Zeitschrift Novi Horizonti (dt. „Neue Horizonte“), die seit dreizehn Jahren kontinuierlich in bosnischer Sprache erscheint. Auf der Generalversammlung der Internationalen Union Muslimischer Gelehrter in Istanbul im Juli 2006 wurde er in den Rat der Kommissare gewählt, dem engen Gremium der Weltunion der Islamischen Ulama, das über sechzigtausend Islamwissenschaftler aus verschiedenen Teilen der Welt zusammenbringt. Auf der Sitzung der Generalversammlung 2018 in Istanbul wurde er in den Rat der Kommissare der Union gewählt.

## Werke
- At-Tafsir bi al-ma 'thur, ahammiyyatuhu wa dawābituhu, dirāsa tatbiqiyya fi sūra an-Nisa' (Traditioneller Tafsir, seine Bedeutung und Thesen, angewendet an der Süra an-Nisa'). Magisterthesis auf Arabisch, veröffentlicht von Dar an-nashr li al-jami'at (Universitätsaugaben), Kairo, 1999.
- Al-Imam Abu Bakr ar-Razi al-Jassas wa manhadžuhu fi at-tafsir. Dissertation, Universität Al-Azhar, Kairo 2001; Verlag Darussalam, Kairo 2001
- Hifz - učenje Kur'ana napamet (2003 und 2005), das Buch wurde in Toronto (Kana da) ins Englische übersetzt. Die Übersetzung wurde ebenfalls zweimal veröffentlicht.
- Islam i Zapad u perspektivi Muhammeda Asada - Leopold Weiss (Der Islam und der Westen, aus der Perspektive Muhammad Asads - Leopold Weiss), zweimal in bosnischer Sprache gedruckt (2003 und 2006). Dieses Werk wurde ins Englische, Deutsche und Arabische übersetzt und in diesen Sprachen in Kairo veröffentlicht
- Osnovi tefsira (Grundlage des Tafsirs), eine umfangreiche Studie über die Grund 367 prinzipien des Verstehens und Interpretierens des Korans, Islamische pädagogische Fakultät, Zenica 2005.
- Islamsko vjerovanje u svjetlu El-Džessäsovog tefsira Ahkam al-Qur'an - Propi si Kur'ana (Der islamische Glaube im Lichte von al-Dschassas Akhām al-Qur'ān - Herze gie an d der dierte Vorschriften des Qur`ans), 2005.
- Uloga Kur'ana u životu muslimana (Die Rolle des Korans im Leben der Muslime)
- 2006. - Sira - Životopis posljednjeg Allahovog Poslanika (Sira - Eine Biografie des letzten Propheten Allahs), erste Ausgabe 2007, zweite ergänzte Ausgabe 2010, dritte ergänzte Ausgabe 2011, fünfte Ausgabe 2014, sechste Ausgabe 2016, siebte Ausgabe 2018, achte Ausgabe 2020. Dieses Buch wurde auch ins Englische, Arabische und Türkische über setzt, und hier haben wir es jetzt auch auf Deutsch.
- Kur'anska antropologija – Čovjek u svjetlu Kur'ana (Korananthropologie - Der Mensch im Lichte des Korans), 2009. Dieses Werk hat Pioniercharakter, da dieses äußerst wichtige Gebiet zum ersten Mal in unseren Regionen behandelt wurde.
- Supruge vjerovjesnika Muhammeda i razlozi njegovog višeženstva (Die Ehefrauen des Propheten und die Gründe für seine Mehrehe), 2009. Übersetzt ins Englische (Wives of Prophet Muhammad and reasons for his multiple marriages) und Deutsche. Die Über setzungen wurden 2009 in Wien (Österreich) veröffentlicht.
- Šta živi mogu učiniti za umrle (Was können Lebende für die Toten tun), erste Ausgabe 2009, zweite Ausgabe 2010.
- Šta moramo znati o grijesima (Was wir über Sünden wissen müssen), 2011.
- Šta Kur'an kaže o čovjeku, Uvod u kur'ansku antropologiju (Was der Koran über den Menschen aussagt, eine Einführung in die Korananthropologie), 2012. Das Werk wurde ins Englische übersetzt (What the Qur'an says about the Human Being, Introduction to Qur`anic Anthropology) und von Centar za napredne studije und Dobra knjiga 2012 in Sarajevo veröffentlicht. Die englische Übersetzung wird ebenfalls von den renommierten Verlagshäusern Darussalam in Kairo und Erkam in Istanbul herausgegeben.

### Übersetzungen
Mit Mehmed Kico übersetzte er zwei bedeutende Werke aus dem Arabischen ins Bosnische:
- Ličnost posljednjeg Allahovog Poslanika (Die Persönlichkeit des letzten Gesandten Allahs) von Muhammad Rewwas Qal'ahji
- Islamska povelja Svjetske uni je islamskih učenjaka (Die islamische Charta der Weltunion der Islamwissenschaftler).